# Csugujevkai járás
A Csugujevkai járás (oroszul Чугу́евский райо́н) Oroszország egyik járása a Tengermelléki határterületen. Székhelye Csugujevka.

## Népesség
- 1989-ben 30 909 lakosa volt.
- 2002-ben 28 913 lakosa volt.
- 2010-ben 24 937 lakosa volt.